# Idiops guri
Espèce
Idiops guri est une espèce d'araignées mygalomorphes de la famille des Idiopidae.

## Distribution
Cette espèce est endémique du Brésil. Elle se rencontre au Rio Grande do Sul, au Santa Catarina et au Paraná.

## Description
Le mâle holotype mesure 5,3 mm et la femelle paratype 8,4 mm.

## Publication originale
- Fonseca-Ferreira, Guadanucci, Yamamoto & Brescovit, 2021 : « Taxonomic revision of the Neotropical spiders of the genus Idiops Perty, 1833 (Araneae, Idiopidae), with description of four new species. » European Journal of Taxonomy, no 780, p. 1-71 (texte intégral).